# Andropogon

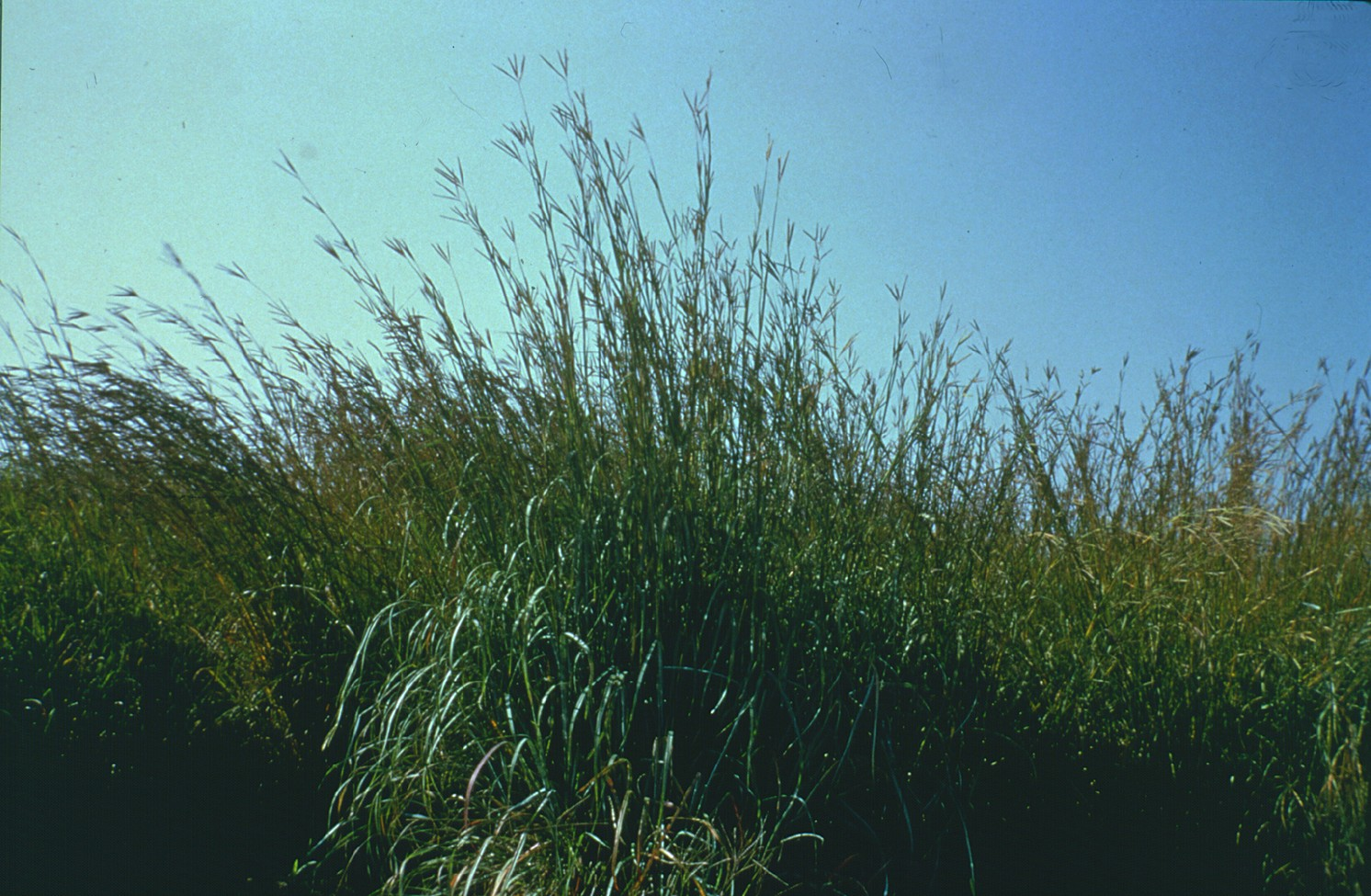
Andropogon gerardii.

Andropogon  L. é um género botânico pertencente à família Poaceae, subfamília Panicoideae, tribo Andropogoneae.
O gênero é composto por aproximadamente 1100 espécies. São encontradas na Europa, África, Ásia, Australásia, Pacífico, América do Norte e América do Sul.
Na classificação taxonômica de Jussieu (1789), Andropogon é um gênero  botânico,  ordem  Gramineae,  classe Monocotyledones com estames hipogínicos.

## Sinônimos
| - Anatherum P.Beauv. - Arthrolophis (Trin.) Chiov. (SUO) - Arthrostachys Desv. - Diectomis Kunth - Dimeiostemon Raf. | - Eriopodium Hochst. (SUI) - Euklastaxon Steud. - Eupogon Desv. (SUI). - Heterochloa Desv. | - Homoeatherum Nees - Hypogynium Nees - Leptopogon Roberty |

## Principais espécies
| - Andropogon abyssinicus - Andropogon amboinicus - Andropogon amethystinu - Andropogon appendiculatus - Andropogon arctatus - Andropogon bicornis - Andropogon brachystachyus - Andropogon cabanisii - Andropogon campestris - Andropogon campii - Andropogon canaliculatus - Andropogon capillipes - Andropogon chinensis - Andropogon chrysostachyus - Andropogon consanguineus - Andropogon distachyos - Andropogon eucomus - Andropogon fastigiatus | - Andropogon floridanus - Andropogon fragilis - Andropogon gabonensis - Andropogon gayanus - Andropogon gerardii - Andropogon glaucopsis - Andropogon glomeratus - Andropogon gracilis - Andropogon gyrans - Andropogon hallii - Andropogon huillensis - Andropogon inermis - Andropogon lateralis - Andropogon lawsonii - Andropogon leucostachyus - Andropogon liebmannii - Andropogon lividus - Andropogon longiberbis | - Andropogon mohrii - Andropogon murinus - Andropogon paniculatus - Andropogon pseudapricu - Andropogon pumilus - Andropogon schirensis - Andropogon schottii - Andropogon selloanus - Andropogon shimadae - Andropogon tectorum - Andropogon tenuiberbis - Andropogon ternarius - Andropogon ternatus - Andropogon tracyi - Andropogon virgatus - Andropogon virginicus |

- «PPP-Index Lista de espécies»

## Classificação do gênero
| Sistema | Classificação                    | Referência               |
| ------- | -------------------------------- | ------------------------ |
| Linné   | Classe Polygamia, ordem Monoecia | Species plantarum (1753) |